# برايان لونش
برايان لونش (بالإنجليزية: Brian Lynch)‏ هو عازف جاز وملحن أمريكي، ولد في 12 سبتمبر 1956 في أوربانا في الولايات المتحدة.

## وصلات خارجية
- برايان لونش على موقع ميوزك برينز (الإنجليزية)
- برايان لونش على موقع أول ميوزيك (الإنجليزية)
- برايان لونش على موقع ديسكوغز (الإنجليزية)